# Le Cercle des poètes disparus
Pour plus de détails, voir Fiche technique et Distribution.
Le Cercle des poètes disparus ou La Société des poètes disparus au Québec (Dead Poets Society) est un film américain réalisé par Peter Weir, sorti en 1989.
Le film se déroule en 1959 aux États-Unis. Todd Anderson, un garçon timide, est envoyé dans la prestigieuse académie de Welton (lieu fictif) dans l'État du Vermont, réputée pour être l'une des plus fermées et austères du pays et où son frère aîné a suivi de brillantes études. Il y rencontre M. Keating, un professeur de littérature anglaise aux pratiques pédagogiques plutôt originales, qui notamment encourage le refus du conformisme, mais aussi l'épanouissement de la personnalité par la vie en poésie, l'art de profiter de l'instant présent (« carpe diem ») et le goût de la liberté. Voulant suivre au maximum la voie nouvelle qui leur est présentée, certains élèves de Keating vont redonner vie au « cercle des poètes disparus », un groupe d'esprits libres et oniriques admirant des poètes comme Whitman, Thoreau, Shelley, Byron, et dont M. Keating fut, en son temps, l'un des membres influents.
Le film rencontre un immense succès commercial à sa sortie. Il reçoit également de très bonnes critiques et de nombreuses distinctions.

## Synopsis
À l’automne 1959, aux États-Unis, Todd Anderson, un garçon extrêmement timide, commence sa dernière année d'école secondaire à l’académie de Welton, une école préparatoire pour garçons qui rassemble l'élite. Il est dans la même chambre que l'un des étudiants les plus prometteurs de Welton, Neil Perry, et est rapidement accepté par les amis de celui-ci : Knox Overstreet, Richard Cameron, Steven Meeks, Gerard Pitts et Charlie Dalton.
Le premier jour de cours, tous sont surpris par les méthodes d'enseignement peu orthodoxes du nouveau professeur de lettres anglaises John Keating, un ancien de Welton qui invite ses élèves à l' « appeler ou bien M. Keating ou si vous êtes plus hardis : Ô Capitaine ! Mon Capitaine ! » et encourage ses étudiants à « profiter du jour présent » (« seize the day » en anglais), selon l'adage latin carpe diem, lequel a inspiré le vers de Ronsard « Cueillez dès aujourd'hui les roses de la vie ». Les leçons suivantes consistent à faire déchirer aux élèves l'introduction de leurs recueils de poésie, qui prétend expliquer l'art de comprendre la poésie par une formule mathématique ; à les encourager à monter tour à tour sur son bureau pour enseigner aux garçons à regarder la vie sous différents angles de vue en prenant de la hauteur ; à créer leur propre style de promenade dans une cour pour les encourager à être des individus. Ces méthodes attirent toutefois l'attention du directeur Nolan.
Neil apprend que Keating était jadis à Welton un des membres influents d'un club de lecture, Le Cercle des poètes disparus, et ressuscite ce dernier. Lui et ses amis se mettent donc à sortir du campus la nuit pour aller dans une grotte où ils lisent des poèmes notamment de leur propre composition. Au cours de l'année scolaire, les leçons de Keating et leur implication dans le cercle les encouragent à vivre leur vie à leur façon. Knox rencontre Chris Noel, une fille qui sort avec Chet Danburry, un footballeur d’une école publique et dont la famille est amie avec la sienne. Neil découvre la passion du théâtre et obtient le rôle de Puck dans une production locale de la pièce Le Songe d'une nuit d'été, malgré un père dominateur et intransigeant qui veut le voir admis à Harvard pour devenir médecin. Keating aide Todd à sortir de sa coquille et à réaliser son potentiel quand il le guide dans un exercice d'expression de soi, lui permettant ainsi de composer spontanément un poème devant la classe alors qu'il s'en sentait incapable. Pendant une soirée, Knox se risque à embrasser Chris mais Chet le voit et le frappe au visage, menaçant de le tuer s'il le revoit s'approcher à nouveau de sa petite amie.
Cependant, Charlie va trop loin lorsqu'il publie un article dans le journal de l'école au nom du club demandant que les filles soient admises à Welton, ce qui est interdit. Nolan a recours aux châtiments corporels pour contraindre Charlie à révéler qui d'autre est membre du cercle des poètes disparus, mais Charlie résiste. Nolan s'entretient également avec Keating, l'avertissant qu'il doit cesser d'encourager ses étudiants à mettre en question l'autorité. Keating avertit les garçons (à sa manière), en disant qu'il faut évaluer toutes les conséquences de ses actions.
Le père de Neil découvre bientôt l'implication de son fils dans la pièce de Shakespeare et le contraint à démissionner la veille du spectacle d'ouverture, considérant le théâtre comme un gaspillage de temps. Dévasté, Neil se rend chez Keating, qui lui conseille de rester ferme et de prouver à son père que son amour du jeu d'acteur est quelque chose qu'il prend très au sérieux. Contrairement aux recommandations de Keating, Neil participe au spectacle sans même en avoir informé son père qui, le soir même, s'y présente de manière inattendue alors que Neil avait dit à son professeur que son père était censé aller à Chicago et qu'il le laisserait faire du théâtre. Furieux, après avoir attendu son fils de pied ferme tandis que tous les spectateurs sortaient de la salle, M. Perry le ramène à la maison en interdisant au passage à Keating de s'approcher à nouveau de Neil. Charlie tente de parler mais se fait retenir par Keating pour éviter d'aggraver les choses.
De retour chez eux, devant sa femme, le père de Neil fait la morale à leur fils pour lui avoir désobéi et pour avoir gâché des chances de réussir dans la vie ; il l'informe qu'il le retire de Welton pour l'inscrire à l'académie militaire de Braden, à la suite de quoi Neil ira enfin à Harvard pour faire sa médecine. Incapable de trouver le courage de tenir tête à son père qui, de toute façon, ne changera pas d'avis, et sa mère n'ayant pas fait le moindre geste pour le soutenir, Neil, éperdu, se suicide dans la nuit.
À la demande des parents de Neil, Nolan enquête sur la mort de leur fils, exigeant de tous les élèves leur entière coopération. Cameron attribue la mort de Neil à Keating pour échapper à la punition de sa propre participation au club, et nomme les autres membres. Confronté à Charlie, Cameron incite les autres à laisser Keating subir la sanction comme seul responsable. Refusant de faire porter le chapeau à Keating, Charlie frappe Cameron et finit expulsé de Welton. Plus tard, chaque garçon est appelé au bureau de Nolan pour signer une lettre attestant de la véracité des allégations de Cameron, bien qu'ils sachent tous qu'elles sont fausses. Quand vient le tour de Todd, qui s'inquiète du sort de Keating, il hésite à signer, mais s'y résigne sous la pression de ses parents et après avoir constaté que ses amis ont fait de même.
Keating est donc renvoyé et Nolan prend provisoirement en charge l'enseignement de lettres de la classe. Keating interrompt involontairement le cours pour récupérer ses affaires personnelles mais juste avant qu'il ne ressorte, Todd crie qu'ils ont tous été contraints de signer la lettre ayant entraîné son renvoi et que la mort de Neil n'était pas de sa faute. Nolan le fait taire et le menace d'expulsion et ordonne à Keating de quitter la pièce. Le professeur obtempère quand Todd monte alors sur son bureau et salue Keating avec les mots « Ô Capitaine ! Mon Capitaine ! ». Nolan lui ordonne de se rasseoir et est atterré de voir Todd l'ignorer. Knox imite bientôt Todd, suivi de Gerard, Steven et plus de la moitié de la classe, désobéissant à un Nolan furieux. Keating est profondément touché par leur geste et, avant de partir, remercie les garçons.

## Fiche technique
Sauf indication contraire, les informations mentionnées dans cette section peuvent être confirmées par les bases de données cinématographiques IMDb et Allociné,  présentes dans la section « Liens externes ».
- Titre original : Dead Poets Society
- Titre français : Le Cercle des poètes disparus
- Titre québécois : La Société des poètes disparus[2]
- Réalisation : Peter Weir
- Scénario : Tom Schulman
- Musique : Maurice Jarre
- Direction artistique : Sandy Veneziano
- Décors : Wendy Stites
- Costumes : Nancy Konrardy et Eddie Marks
- Photographie : John Seale
- Son : Carlos Delarios, Michael J. Kohut, Aaron Rochin, Alan Splet, Philip Rogers
- Montage : William M. Anderson
- Production : Steven Haft, Paul Junger Witt et Tony Thomas
  - Production associée : Duncan Henderson
- Sociétés de production : Steven Haft Production, en association avec Silver Screen Partners IV et Witt/Thomas Production, présenté par Touchstone Pictures
- Sociétés de distribution : Buena Vista Pictures Distribution (États-Unis) ; Warner Bros. (France) ; Gaumont Buena Vista International (France, ressortie de 2004)[réf. souhaitée]
- Budget : 16,4 millions de $[3]
- Pays de production :  États-Unis
- Langues originales : anglais, latin
- Format : couleur (Metrocolor) — 35 mm — 1,85:1 (Panavision) — son Dolby stéréo
- Genre : drame, Comédie dramatique
- Durée : 128 minutes
- Dates de sortie[4] :
  - États-Unis, Québec : 9 juin 1989[2]
  - France : septembre 1989 (Festival du cinéma américain de Deauville) ; 17 janvier 1990 (sortie nationale)[5]
  - Belgique : 18 janvier 1989 (Gand)
- Classification :
  - États-Unis : certaines scènes ou propos sont susceptibles de heurter la sensibilité des plus jeunes - accord parental souhaitable (PG - Parental Guidance Suggested)
  - France : tous publics[6]
  - Québec : tous publics (G - General Rating)[2]

## Distribution
- Robin Williams (VF : Patrick Floersheim ; VQ : Vincent Davy) : John Keating, professeur de lettres
- Robert Sean Leonard (VF : Bernard Gabay ; VQ : Daniel Lesourd) : Neil Perry
- Ethan Hawke (VF : Thierry Bourdon) : Todd A. Anderson
- Josh Charles (VF : Thierry Wermuth ; VQ : Gilbert Lachance) : Knox T. Overstreet
- Gale Hansen (VF : Jean-Philippe Puymartin ; VQ : Sébastien Dhavernas) : Charlie Dalton
- Dylan Kussman (VF : Jean-François Vlérick ; VQ : Jacques Lussier) : Richard S. Cameron
- Allelon Ruggiero (VF : Rémy Roubakha) : Steven K. C. Meeks Jr.
- James Waterston (VF : Mathias Kozlowski) : Gerard J. Pitts
- Norman Lloyd (VF : Michel Ruhl ; VQ : Jean-Paul Dugas) : M. Nolan, directeur de l'école
- Kurtwood Smith (VF : Jacques Richard ; VQ : Hubert Fielden) : M. Perry
- Carla Belver : Mme Perry
- Alexandra Powers (VF : Nathalie Régnier) : Chris Noel
- John Cunningham (VQ : Ronald France) : M. Anderson
- Debra Mooney : Mme Anderson
- Colin Irving (VQ : Marc Bellier) : Chet Danburry
- Jane Moore (VQ : Béatrice Picard) : Mme Danburry
- Kevin Cooney (VF : Robert Darmel) : Joe Danburry
- Leon Pownall (VF : Marc Alfos ; VQ : Yves Massicotte) : McAllister, le professeur de latin
- Joe Aufiery (VQ : Jean-Marie Moncelet) : le professeur de chimie
- Matt Carey : Hopkins
- George Martin : Dr Hager
- Melora Walters : Gloria
- Lara Flynn Boyle : Ginny Danburry (scène coupée)

Sources et légende : version française (VF) sur RS Doublage. Version québécoise (VQ) sur Doublage Québec

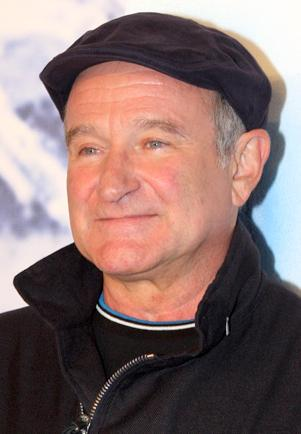
Robin Williams (2011) joue le rôle de John Keating.
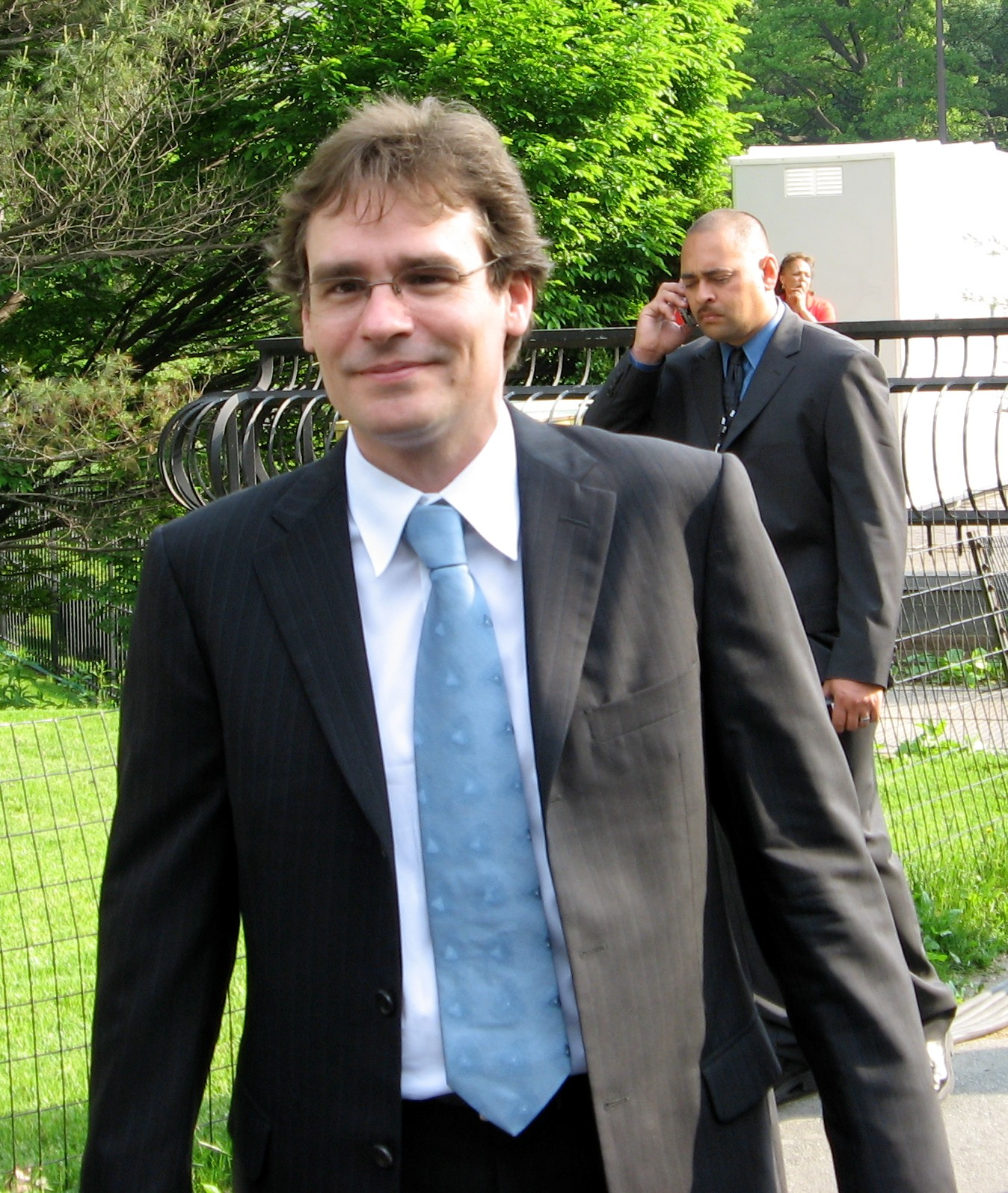
Robert Sean Leonard joue le rôle de Neil Perry.
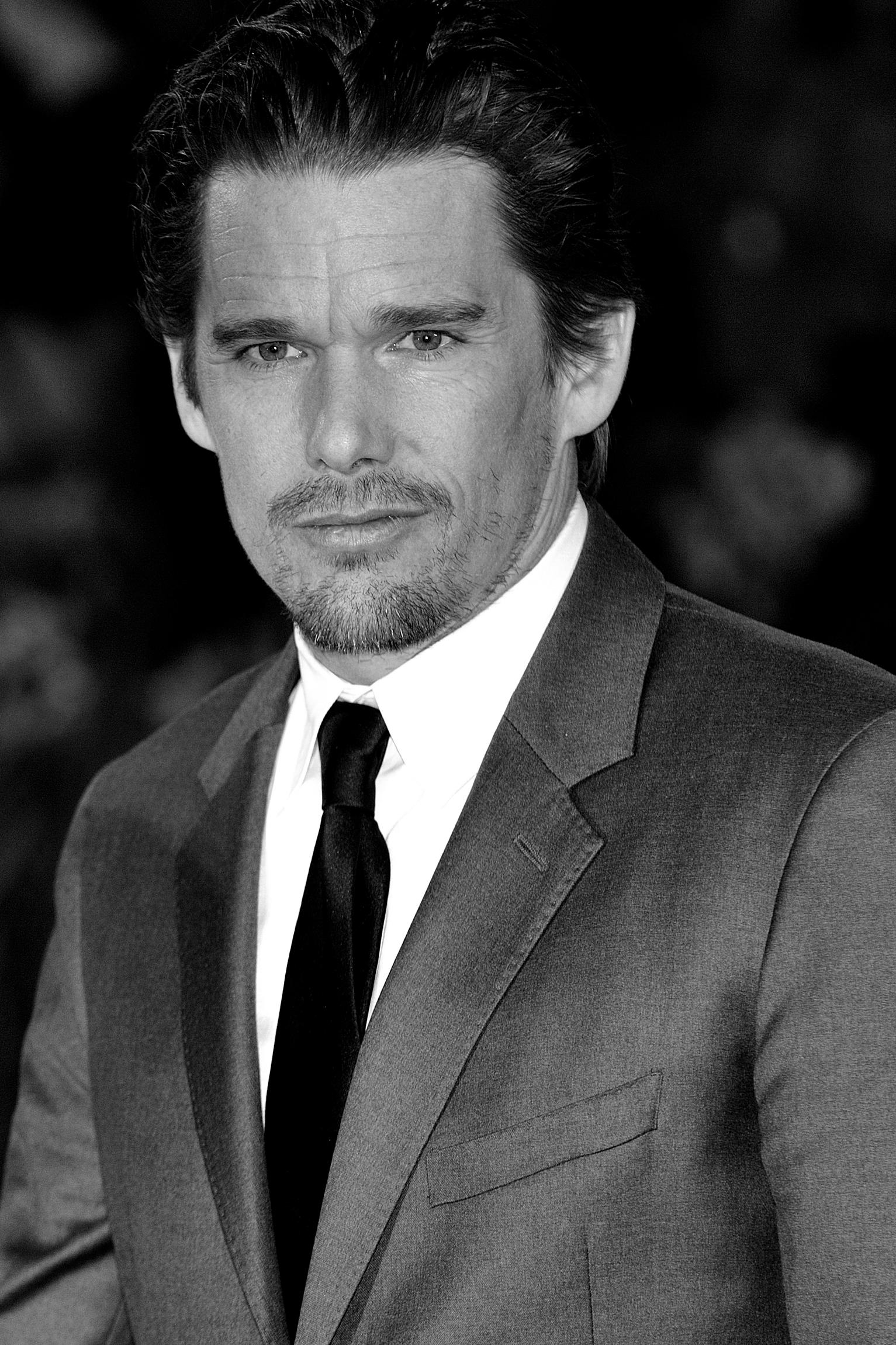
Ethan Hawke (2009) joue le rôle de Todd A. Anderson.
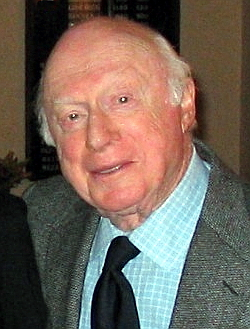
Norman Lloyd (2007) joue le rôle de M. Nolan.
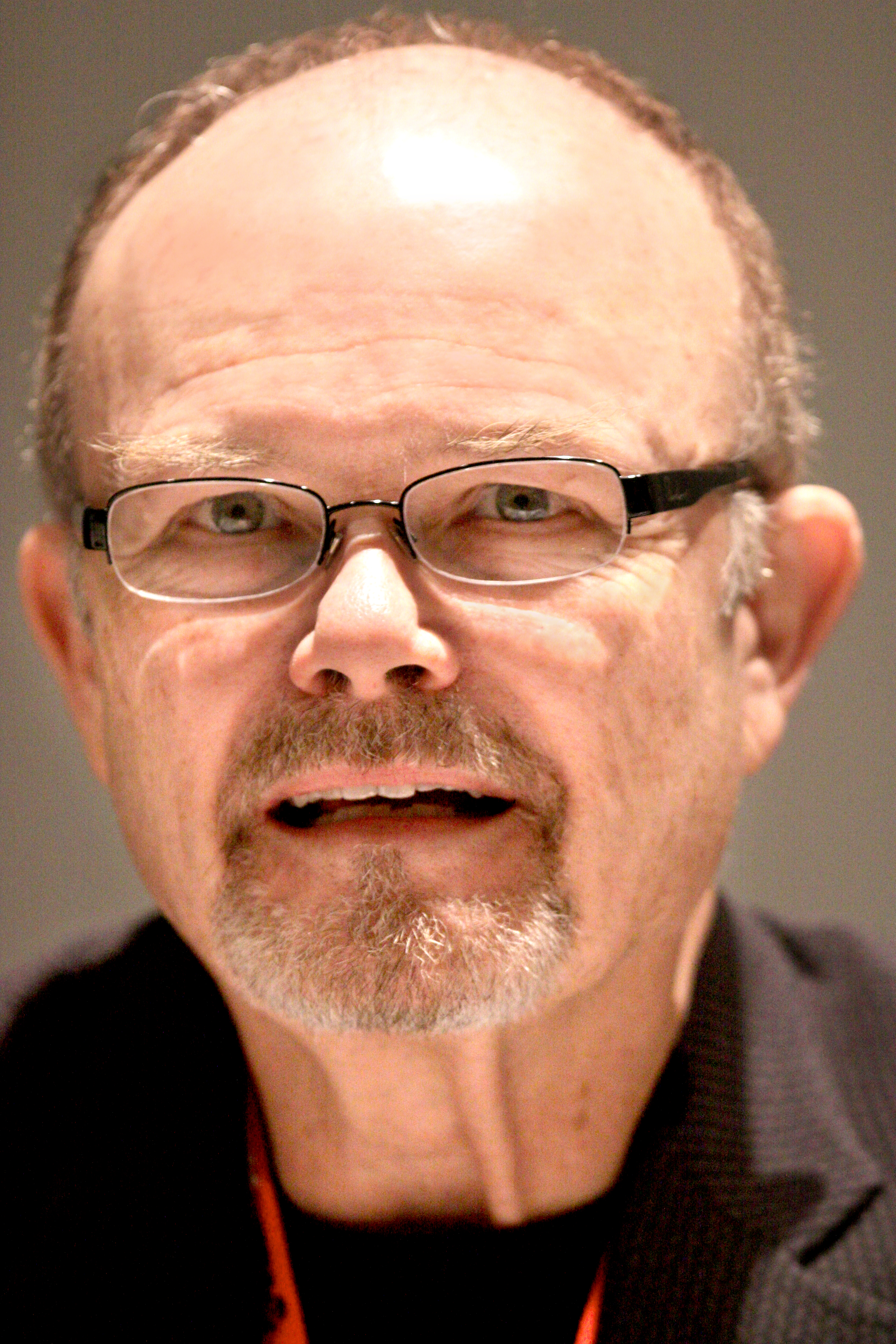
Kurtwood Smith (2010) joue le rôle de M. Perry.

## Production

### Développement
Tom Schulman s'inspire de sa propre expérience d'enseignant pour écrire le scénario du film.

### Attribution des rôles
Liam Neeson était envisagé pour le rôle de M. Keating lorsque Jeff Kanew devait être le réalisateur. Dustin Hoffman, Bill Murray ont également été pressentis. C'est finalement Robin Williams qui sera choisi quand Peter Weir rejoint le projet.

### Tournage
Le tournage se déroule à l'école Saint Andrew (en) de Middletown dans l'État du Delaware. Les prises de vue ont été effectuées durant les vacances de Thanksgiving et de Noël afin de ne pas perturber les cours,.
Peter Weir a voulu tourner le film dans l'ordre chronologique, pour bien suivre, en temps réel, l'évolution des liens d'amitié entre les différents personnages du film,.

### Musique
C'est le compositeur français Maurice Jarre qui compose la musique originale du film. C'est sa quatrième collaboration avec Peter Weir après L'Année de tous les dangers (1982), Witness (1985) et Mosquito Coast (1986)
Liste des titres
1. Carpe Diem
2. Neil
3. To the Cave
4. Keating's Triumph
5. Football Training

En plus des thèmes créés par Maurice Jarre, on entend un extrait de la Water Music de Georg Friedrich Haendel, quelques pièces de Ludwig van Beethoven, tel que le thème final du dernier mouvement de la 9e Symphonie (Hymne à la joie), ainsi que le concerto pour piano et orchestre l'Empereur.
Dans la salle de classe, en arrivant devant ses élèves, John Keating siffle le thème principal de l'Ouverture 1812 de Tchaïkovsky. Le thème en question est celui de l'hymne Dieu sauve le Tsar, qui fut banni en Russie à l'époque du communisme. L'action du film se déroule d'ailleurs en 1959, à l'époque où les relations entre les États-Unis et l'URSS étaient très tendues.

## Accueil

### Accueil critique
Le Cercle des poètes disparus reçoit un accueil critique majoritairement positif. Sur le site agrégateur de critiques Rotten Tomatoes, il obtient un score de 85 % d'opinions favorables, sur la base de 59 critiques collectées et une note moyenne de 7,3/10 ; le consensus du site indique : « Des performances touchantes de la jeune distribution et un tour vraiment inspirant de Robin Williams accordent les plus grands honneurs au théâtre de l'école préparatoire de Peter Weir ». Sur Metacritic, le film obtient une note moyenne pondérée de 79 sur 100, sur la base de 14 critiques collectées ; le consensus du site indique : « Avis généralement favorables ».
En France, le film obtient sur le site Allociné une note moyenne de 4 sur 5, sur la base de 5 titres de presse collectés.
Pour Maurice Fabre de France-Soir, « ce film tend vers la perfection d'une forte et délicate chronique intimiste ». Dans Le Monde, Jacques Siclier écrit notamment « avec Le cercle des poètes disparus, Peter Weir retrouve l'efficacité du cinéma hollywoodien de la grande époque ». Michel Sineux de la revue Positif écrit quant à lui : « Ce qui aurait pu n'être qu'une chronique (…) acquiert une épaisseur romanesque, voire une dimension tragique (…) par l'invention de la mise en scène et un casting irréprochable ». Dans Télérama, Bernard Genin écrit notamment : « Peter Weir nous conte cet apprentissage de la liberté (…) sans bousculer le langage cinématographique (…). Mais heureusement avec une imparable efficacité ».
Antoine de Baecque des Cahiers du cinéma est beaucoup moins enthousiaste envers le film : « Peter Weir voulait illustrer l'expérience pédagogique et humaine d'un enseignant non conformiste ; il a surtout fait un film naïf ».

### Box-office
Le film a été un grand succès commercial, rapportant 235 860 116 dollars au box-office mondial (dont 95 860 116 $ aux États-Unis) ce qui le place au cinquième rang du box-office mondial des films sortis en 1989. Il est le 10e meilleur succès commercial au box-office 1989 au Canada et aux États-Unis.
En France, le film sort l'année suivante et devient le meilleur film au box-office annuel français avec 6 598 785 entrées.

## Distinctions

### Nomination1989
- British Society of Cinematographers : meilleure photographie pour John Seale

### Distinctions1990
| Distinctions 1990 du film Le Cercle des poètes disparus        | Distinctions 1990 du film Le Cercle des poètes disparus     | Distinctions 1990 du film Le Cercle des poètes disparus  | Distinctions 1990 du film Le Cercle des poètes disparus | Distinctions 1990 du film Le Cercle des poètes disparus |
| Évènements                                                     | Catégorie / Récompense                                      | Nommé(es) / Lauréat(es)                                  | Résultats                                               |                                                         |
| -------------------------------------------------------------- | ----------------------------------------------------------- | -------------------------------------------------------- | ------------------------------------------------------- | ------------------------------------------------------- |
| ASCAP Film and Television Music Awards                         | ASCAP Award des compositeurs du meilleur film au box-office | Maurice Jarre                                            | Lauréat                                                 |                                                         |
| Association of Polish Filmmakers Critics Awards                | Meilleur film étranger                                      | Peter Weir                                               | Lauréat                                                 |                                                         |
| BAFTA Awards                                                   | British Academy Film Award du meilleur film                 | Steven Haft, Tony Thomas, Peter Weir et Paul Junger Witt | Lauréat                                                 |                                                         |
| BAFTA Awards                                                   | British Academy Film Award de la meilleure musique de film  | Maurice Jarre                                            | Lauréat                                                 |                                                         |
| BAFTA Awards                                                   | Meilleur réalisateur                                        | Peter Weir                                               | Nomination                                              |                                                         |
| BAFTA Awards                                                   | Meilleur acteur                                             | Robin Williams                                           | Nomination                                              |                                                         |
| BAFTA Awards                                                   | Meilleur scénario original                                  | Tom Schulman                                             | Nomination                                              |                                                         |
| BAFTA Awards                                                   | Meilleur montage                                            | William M. Anderson                                      | Nomination                                              |                                                         |
| Casting Society of America                                     | Artios Award du meilleur casting pour un film dramatique    | Howard Feuer                                             | Lauréat                                                 |                                                         |
| Chicago Film Critics Association Awards                        | Acteur le plus prometteur                                   | Robert Sean Leonard                                      | Nomination                                              |                                                         |
| Ciak d'oro                                                     | Meilleur film étranger                                      | Peter Weir                                               | Lauréat                                                 |                                                         |
| David di Donatello                                             | David du meilleur film étranger                             | Peter Weir                                               | Lauréat                                                 |                                                         |
| David di Donatello                                             | Meilleur réalisateur étranger                               | Peter Weir                                               | Nomination                                              |                                                         |
| David di Donatello                                             | Meilleur acteur étranger                                    | Robin Williams                                           | Nomination                                              |                                                         |
| Directors Guild of America                                     | Meilleure réalisation pour un film                          | Peter Weir                                               | Nomination                                              |                                                         |
| Festival international du film de Varsovie                     | Prix du public                                              | Peter Weir                                               | Lauréat                                                 |                                                         |
| Golden Globes                                                  | Meilleur film dramatique                                    | Le Cercle des poètes disparus                            | Nomination                                              |                                                         |
| Golden Globes                                                  | Meilleur réalisateur                                        | Peter Weir                                               | Nomination                                              |                                                         |
| Golden Globes                                                  | Meilleur acteur dans un film dramatique                     | Robin Williams                                           | Nomination                                              |                                                         |
| Golden Globes                                                  | Meilleur scénario                                           | Tom Schulman                                             | Nomination                                              |                                                         |
| Oscars                                                         | Oscar du meilleur scénario original                         | Tom Schulman                                             | Lauréat                                                 |                                                         |
| Oscars                                                         | Meilleur film                                               | Steven Haft, Tony Thomas et Paul Junger Witt             | Nomination                                              |                                                         |
| Oscars                                                         | Meilleur réalisateur                                        | Peter Weir                                               | Nomination                                              |                                                         |
| Oscars                                                         | Meilleur acteur                                             | Robin Williams                                           | Nomination                                              |                                                         |
| Political Film Society                                         | PFS Award pour la démocratie                                | Le Cercle des poètes disparus                            | Lauréat                                                 |                                                         |
| Prix Joseph-Plateau                                            | Meilleur film étranger                                      | Le Cercle des poètes disparus                            | Lauréat                                                 |                                                         |
| Syndicat national des journalistes cinématographiques italiens | Silver Ribbon du meilleur réalisateur étranger              | Peter Weir                                               | Lauréat                                                 |                                                         |
| Turkish Film Critics Association (SIYAD) Awards                | Meilleur film en langue étrangère                           | 6ème place                                               | Nomination                                              |                                                         |
| Writers Guild of America Awards                                | Meilleur scénario original                                  | Tom Schulman                                             | Nomination                                              |                                                         |
| Young Artist Awards                                            | Meilleur film dramatique                                    | Le Cercle des poètes disparus                            | Lauréat                                                 |                                                         |

### Distinctions1991
| Distinctions 1991 du film Le Cercle des poètes disparus | Distinctions 1991 du film Le Cercle des poètes disparus | Distinctions 1991 du film Le Cercle des poètes disparus | Distinctions 1991 du film Le Cercle des poètes disparus | Distinctions 1991 du film Le Cercle des poètes disparus |
| Évènements                                              | Catégorie / Récompense                                  | Nommé(es) / Lauréat(es)                                 | Résultats                                               |                                                         |
| ------------------------------------------------------- | ------------------------------------------------------- | ------------------------------------------------------- | ------------------------------------------------------- | ------------------------------------------------------- |
| Argentinean Film Critics Association Awards             | Meilleur film étranger                                  | Peter Weir                                              | Nomination                                              |                                                         |
| César                                                   | César du meilleur film étranger                         | Peter Weir                                              | Lauréat                                                 |                                                         |
| Goldene Leinwand                                        | Écran d'or                                              | Le Cercle des poètes disparus                           | Lauréat                                                 |                                                         |
| Guild of German Art House Cinemas                       | Meilleur film en langue étrangère                       | Peter Weir                                              | Lauréat                                                 |                                                         |
| Jupiter Awards                                          | Meilleur film international                             | Peter Weir                                              | Lauréat                                                 |                                                         |
| Jupiter Awards                                          | Meilleur acteur international                           | Robin Williams                                          | Lauréat                                                 |                                                         |

### Autres
- Inscription sur la liste des dix meilleurs films du National Board of Review de l'année 1989.
- Inscription au temple de la renommée des meilleurs films de l'OFTA en 2015.

## Exploitation

### Éditions en vidéo
En France, le film Le Cercle des poètes disparus est sorti en DVD le 13 janvier 1999. Le film ressort en DVD le 7 août 2002, puis sort en Blu-ray le 5 septembre 2012. Le film est également sorti en VOD le 1er février 2016.

### Adaptation au théâtre
En France le film est adapté au théâtre en 2024, dans une mise en scène d'Olivier Solivérès, avec Stéphane Freiss dans le rôle de John Keating. Deux fois lauréat aux Molières 2024 : meilleure mise en scène et révélation masculine pour Ethan Oliel.

## Autour du film

### Scènes coupées
Le film a été diffusé deux fois sur CBS durant l'année 1992 (3 janvier et 21 novembre) avec 13 minutes supplémentaires issues de scènes coupées au montage final :
- après avoir vu la pièce de William Shakespeare, Le Songe d'une nuit d'été, dans laquelle Neil Perry a joué, les protagonistes se réunissent à la grotte pour fêter le succès de leur camarade (ramené chez lui par son père), ils sont aussitôt rejoints par John Keating. Par la suite, ils se mettent à danser à l'extérieur (le réalisateur Peter Weir avait d'ailleurs mis de la musique pour motiver les comédiens), Knox et Chris s'embrassent, ce qui confirme davantage qu'ils sont amoureux l'un de l'autre. Cette scène est censée se situer en parallèle avec le suicide de Neil ;
- les funérailles de Neil lors desquelles M. Keating présente ses condoléances à M. Perry. Ce dernier lui annonce qu'il le tient pour responsable de la mort de son fils Neil (alors qu'en réalité, c'est lui-même qui a poussé son fils au suicide).

### Hommages dans la culture
- L'auteur-compositeur-interprète Aldebert mentionne le film au début de sa chanson Carpe Diem de l'album L'Année du singe (2004) : « Le Cercle des poètes disparus / Passant la veille sur la troisième chaîne / Elle avait écrit au correcteur sur sa trousse en daim / Carpe Diem ».

### Anecdotes
- Walt Whitman est le poète phare du film, avec notamment trois passages tirés de Feuilles d'herbe : la citation « Ô Capitaine, Mon Capitaine ! » ; une version abrégée du poème Ô moi ! Ô la vie ! ; la citation « Je hurle mon cri barbare YAWP sur tous les toits du monde » du poème Song of Myself.
- Le film a donné lieu à la publication d'un livre du même nom, de Nancy H. Kleinbaum, en 1990.
- Le film est à l'origine du nom de la Dead Runners Society dont le slogan, inspiré de Carpe diem est devenu Carpe viam.
- La pièce jouée à la fin du film est Le Songe d'une nuit d'été, de William Shakespeare. Si Neil Perry interprète cette pièce dans le film, Robert Sean Leonard aura plus tard l'occasion de jouer dans une adaptation sur grand écran de Beaucoup de bruit pour rien (autre pièce de Shakespeare), aux côtés de Kenneth Branagh et Keanu Reeves.
- Lors de son premier cours, John Keating fredonne en sifflant le thème principal de l'Ouverture 1812 de Tchaïkovsky, en entrant dans la salle de cours.
- Un passage librement adapté de Walden ou la vie dans les bois d'Henry David Thoreau est cité à l'ouverture de chaque réunion secrète des membres du Cercle des poètes disparus (Dead Poets Society) : « Je partis dans les bois parce que je voulais vivre sans me hâter, vivre intensément et sucer toute la moelle secrète de la vie. Je voulais chasser tout ce qui dénaturait la vie, pour ne pas, au soir de la vieillesse, découvrir que je n'avais pas vécu ».
- Afin d'illustrer le péril du conformisme et la difficulté de préserver ses convictions, John Keating cite à ses élèves des vers du poème The Road Not Taken de Robert Frost : « Deux routes s'offraient à moi, et là j'ai suivi celle où on n'allait pas, et j'ai compris toute la différence ».
- On retrouvera Norman Lloyd (M. Nolan) dans le film In Her Shoes, sorti seize ans plus tard, où il incarne un professeur de littérature retraité, un personnage au contraire bien loin de M. Nolan et plus proche de M. Keating.